# Radějovice, Strakonice
Radějovice là một làng thuộc huyện Strakonice, vùng Jihočeský, Cộng hòa Séc.